# Trididemnum orbiculatum
Trididemnum orbiculatum är en sjöpungsart som först beskrevs av Van Name 1902.  Trididemnum orbiculatum ingår i släktet Trididemnum och familjen Didemnidae. Inga underarter finns listade i Catalogue of Life.